# ザ・ラスベガス
『THEラスベガス』（ザ・ラスベガス）は、日本テレビ系列局ほかで放送されていたゲームバラエティ番組。読売テレビと吉本興業の共同製作。
1991年10月20日から1992年9月6日まで、毎週日曜 19:00 - 19:30 （日本標準時）に放送された。

## 概要
毎回2人のギャンブラー（ゲスト）を招き、行われていたチーム対抗戦形式の番組。ギャンブラーはそれぞれ5人のカードマン（解答者）とチームを組み、ポーカーをベースにした「言葉のポーカーゲーム」で競うチーム対抗戦形式番組。ディーラー（司会）は桂三枝（後の六代桂文枝）。

### ルール
ギャンブラーはそれぞれハートマークが入ったピンク色の席とクローバーマークが入った水色の席につき、20枚のチップを手にしてゲームスタート。ディーラーの三枝が出すお題に対し、カードマンがフリップにペンを使って答えを書き、同じ答えを書いてあるモニターをカードマンがチーム内にどれだけいたのかによって役が決まる。役は「ワンペア」「ツーペア」「スリーカード」「フルハウス」「フォーカード」「ファイブカード」とし、答えが揃わなかった場合には「ブタ」と呼ぶ。ギャンブラーはチップを1問につき10枚まで賭けることができた。より強い役を出したチームのギャンブラーは「自分の賭けチップ×役の倍率＋自分の掛けチップ＋相手の賭けチップ」を総取り。同じ役だった場合にはドローとして、両チームのギャンブラーが賭けたチップは戻される。
問題は全部で5問あり、第3問まではノーマルの共通問題（第2問のみ全員一斉にオープン。他の問題は一人ずつオープン）。第4問は「チェンジあり問題」で、それぞれのチームに違う穴埋め問題が出される（伏せてある2つの問題の中から選択し、問題は「○○ボールといえば何?」と「ポール○○といえば何?」と似たような言葉の穴埋め問題が出される）。ギャンブラーは答えを書き終わったカードマンの解答をチェックし、残しておきたい答えを解答席にあるホールドボタンを押して「HOLD」表示を出す。次にHOLDのかからなかったカードマンの答えをオープン、ギャンブラーがチップを賭け、HOLDの掛けなかったカードマンが答えを書き直し解答が確定。HOLDを掛けたカードマンを含め全員の解答をオープンする。
第5問「シックスカード問題」にはギャンブラーも答えを書いて参加（ギャンブラーはフリップにペンで答えを書いてから掲出する）。倍率もさらに倍になる。ただし、役はファイブカードまで。また、通常のポーカーには無い役になっても、6つの内どれか（大抵は高位の方）となる。例えば「○○△△××」ならツーペア、「○○○△△△」ならフルハウスになる。
最終的により多くチップを獲得したチームが勝者となり、そのチームのギャンブラーに1,000円×獲得チップの枚数分の賞金が贈られる。そして勝利チームはアメリカラスベガスの旅を賭けた「スロットマシーン」に挑戦。カードマンが1人につき1つずつ目押しでドラムを止めていき、3つの段のどこかに7が5つ揃えばチーム全員にラスベガスの旅が贈られる。また、ラスベガスの旅は視聴者プレゼントにもされ、応募者のいずれか1組に贈られる。

### 得点倍率
（）内は前述のとおり、第5問では倍率が2倍になった。
- ノーペア：0倍（同左）
- ワンペア：1倍（2倍）
- ツーペア：2倍（4倍）
- スリーカード：3倍（6倍）
- フルハウス：5倍（10倍）
- フォーカード：7倍（14倍）
- ファイブカード：10倍（20倍）

## 視聴者プレゼント
ラストのスロットマシーンの出目は、7以外にも「腕時計」や「ダイヤモンド」や「スキーセット」などの絵柄があり、同じ段に同じ絵柄の賞品が2つ以上揃えば出た目の数だけ視聴者プレゼントにされたが、ラスベガス旅行が出た場合には同じ絵柄があってもラスベガス旅行のみとなった。視聴者プレゼントが出なかった回では、三枝が「視聴者に7あげる訳にはいかんからなぁ…」と言って笑いを取っていた。

## 出演者

### ディーラー
- 桂三枝

### 常連ギャンブラー
- 所ジョージ - ラストのスロット終了後にレバーにひじを掛け、2度目の回転をさせてしまうハプニングを起こしたことがある。
- 山田邦子

### カードマン
- そのまんま東 - 前期のみに出演。
- 大沢逸美
- ジミー大西
- 中條かな子
- 笑福亭笑瓶
- 松本明子
- 風見しんご
- TARAKO
- 奥貫薫
- 渡嘉敷勝男
- しのざき美知
- 早坂好恵
- 田代まさし - 後期のみに出演。

## スタッフ
- 企画：山田宏（よみうりテレビ）、河合泉（吉本興業）
- 構成：大倉利晴
- 問題ブレーン：石田章洋、松崎慎
- TD：吉田勝美
- SW：広瀬重雄
- カメラ：湯沢満
- VE：田中秀穂
- 音声：飯塚明
- 照明：金沢利徳
- 美術制作：北林福夫
- デザイン：金子隆
- 大道具：西田裕一
- 電飾：大木謙二
- タイトルデザイン：CDC
- 編集：宮森善治（クロステレビ）
- MA：田崎盛智（クロステレビ）
- 音効：梅田堅（佳夢音）
- TK：吉条雅美
- アシスタントプロデューサー：蔭山衣子（よみうりテレビ）、東條かおり（吉本興業）
- ディレクター：西敏也（BEE BRAIN）、鈴木雅視・川口淳子（4/Z）
- プロデューサー：池田智（よみうりテレビ）、藤瀬昇（IMARME）、三村正俊（BEE BRAIN）
- 協力：エース電研
- 技術協力：八峯テレビ
- 美術協力：フジアール
- 制作協力：IMARME
- 制作著作：よみうりテレビ、吉本興業

## テーマ曲
- スロットマシーンコーナー開始時のBGM：「マンボのビート」（東京パノラママンボボーイズ）
- エンディングテーマ：「宇宙へ行こうGO GO GO」（杉本理恵）

## ネット局
系列はネット終了時のもの。
| 放送対象地域   | 放送局         | 系列                                         | 備考        |
| -------------- | -------------- | -------------------------------------------- | ----------- |
| 近畿広域圏     | 読売テレビ     | 日本テレビ系列                               | 製作局      |
| 関東広域圏     | 日本テレビ     | 日本テレビ系列                               |             |
| 北海道         | 札幌テレビ     | 日本テレビ系列                               |             |
| 青森県         | 青森放送       | 日本テレビ系列                               |             |
| 岩手県         | テレビ岩手     | 日本テレビ系列                               |             |
| 宮城県         | ミヤギテレビ   | 日本テレビ系列                               |             |
| 秋田県         | 秋田放送       | 日本テレビ系列                               |             |
| 山形県         | 山形テレビ     | フジテレビ系列                               |             |
| 福島県         | 福島中央テレビ | 日本テレビ系列                               |             |
| 山梨県         | 山梨放送       | 日本テレビ系列                               |             |
| 新潟県         | テレビ新潟     | 日本テレビ系列                               |             |
| 長野県         | テレビ信州     | 日本テレビ系列                               |             |
| 静岡県         | 静岡第一テレビ | 日本テレビ系列                               |             |
| 富山県         | 北日本放送     | 日本テレビ系列                               |             |
| 石川県         | テレビ金沢     | 日本テレビ系列                               |             |
| 福井県         | 福井放送       | 日本テレビ系列 テレビ朝日系列                |             |
| 中京広域圏     | 中京テレビ     | 日本テレビ系列                               |             |
| 鳥取県・島根県 | 日本海テレビ   | 日本テレビ系列                               |             |
| 広島県         | 広島テレビ     | 日本テレビ系列                               |             |
| 山口県         | 山口放送       | 日本テレビ系列 テレビ朝日系列                |             |
| 徳島県         | 四国放送       | 日本テレビ系列                               |             |
| 香川県・岡山県 | 西日本放送     | 日本テレビ系列                               |             |
| 愛媛県         | 南海放送       | 日本テレビ系列                               |             |
| 高知県         | 高知放送       | 日本テレビ系列                               |             |
| 福岡県         | 福岡放送       | 日本テレビ系列                               |             |
| 長崎県         | 長崎国際テレビ | 日本テレビ系列                               |             |
| 熊本県         | 熊本県民テレビ | 日本テレビ系列                               |             |
| 大分県         | テレビ大分     | 日本テレビ系列 フジテレビ系列 テレビ朝日系列 |             |
| 宮崎県         | テレビ宮崎     | フジテレビ系列 日本テレビ系列 テレビ朝日系列 | [ 1 ]       |
| 鹿児島県       | 鹿児島テレビ   | 日本テレビ系列 フジテレビ系列                | [ 1 ] [ 2 ] |

| 読売テレビ製作・日本テレビ系列 日曜19:00枠                                                | 読売テレビ製作・日本テレビ系列 日曜19:00枠      | 読売テレビ製作・日本テレビ系列 日曜19:00枠                                                                     |
| 前番組                                                                                    | 番組名                                          | 次番組 |
| ----------------------------------------------------------------------------------------- | ----------------------------------------------- | --- |
| シティーハンター'91 （1991年4月28日 - 1991年9月22日） ※第11話以降は10月10日にまとめて放送 | THEラスベガス （1991年10月20日 - 1992年9月6日） | 大塚サイエンススタジオ おしえて!ガリレオ ↓ 大塚実験ランド おしえて!ガリレオ （1992年10月25日 - 1994年3月20日） |